# Arbeitserziehungslager Oderblick

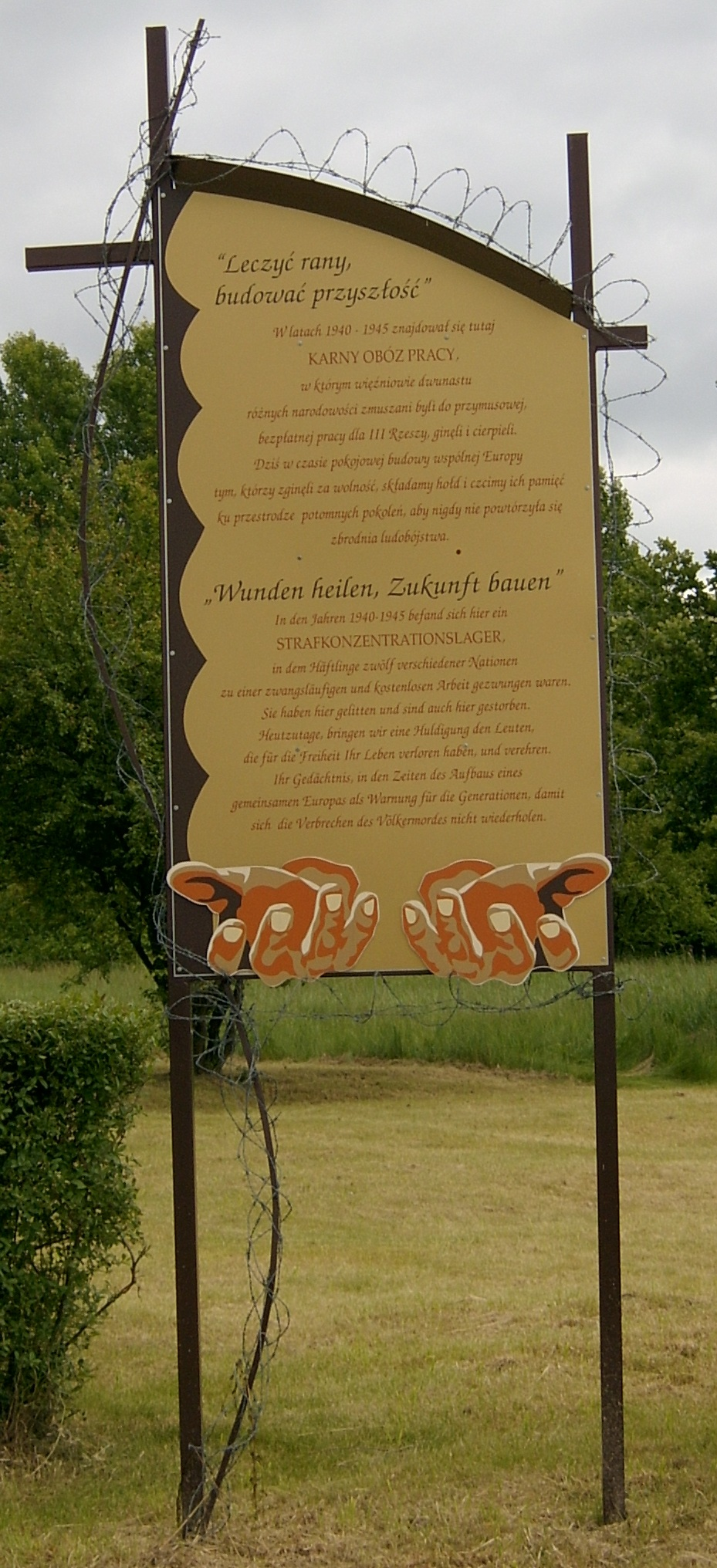
Zweisprachige Gedenktafel für das Lager

Das Arbeitserziehungslager „Oderblick“ war ein Arbeitserziehungslager bei Schwetig. Es bestand vom Oktober 1940 bis Januar 1945.

## Geschichte
Die Gebäude des Lagers entstanden bereits 1938 als Unterkunft für Autobahn-Bauarbeiter. Im Oktober 1940 wurden sie zum Arbeitserziehungslager umfunktioniert. Dieses war der Gestapo in Frankfurt (Oder) unterstellt und diente ab 1943 zeitweilig auch als erweitertes Polizeigefängnis. Das Lager war eines von mindestens 30 entlang der geplanten Autobahnstrecke zwischen Frankfurt (Oder) und Posen. In den anderen arbeiteten zumeist jüdische Zwangsarbeiter. In Schwetig wurden vor allem ausländische Zwangsarbeiter gefangengehalten. Die Häftlinge stammten dabei aus 14 verschiedenen Nationen. Die Mehrheit bildeten Polen, Russen, Weißrussen und Ukrainer. Dabei war das für nur 400 Insassen ausgelegte Lager ständig mit etwa 800 Häftlingen überbelegt. Die Auswahl der Häftlinge traf die Gestapo. Gründe für eine Einweisung waren zum Beispiel Fluchtversuche, aber auch Beschwerden von Arbeitgebern und Denunzianten über „Verletzung von Arbeitspflichten“, „Bummelei“ oder „Aufsässigkeit“. Ziel war die „Umerziehung“ der Arbeiter. Diejenigen, die die harte Arbeit, den Hunger und die Schikanen des Lagerpersonals überlebten, wurden abgemagert und gebrochen an ihre ursprüngliche Zwangsarbeitsstelle zurückgeschickt. Dort sollten sie als abschreckendes Beispiel für die anderen Zwangsarbeiter dienen. Tätig waren die Arbeiter neben dem Autobahnbau auch auf dem Flugplatz in Kunersdorf, im Frankfurter Gaswerk, dem nahegelegenen Kraftwerk Finkenheerd, einer Kiesgrube und auf verschiedenen Landgütern.
Im November 1941 brach aufgrund der schweren Lebensbedingungen und der schlechten hygienischen Zustände Typhus und blutiger Durchfall im Lager aus. Daraufhin wurde das Lager unter Quarantäne gestellt, wodurch keine neuen Gefangenen aufgenommen, aber auch keine freigelassen wurden. Im Mai 1942 wurde das Lager wieder geöffnet.
Nachdem der Autobahnbau kriegsbedingt 1942 beendet worden war, wurden die meisten anderen Lager an der Strecke aufgegeben. Das Lager in Schwetig blieb jedoch erhalten. Ab diesem Jahr wurden auch Deutsche im Lager inhaftiert.
Im Herbst 1944 wurden sowjetische Kriegsgefangene im Lager massenweise hingerichtet. Mitte Januar 1945 wurden neben den bereits vorhandenen 800 Häftlingen noch weitere 800 Häftlinge aus dem Lager Brätz in Schwetig einquartiert. Da die sowjetische Armee im Rahmen ihrer Weichsel-Oder-Operation immer näher kam, löste man das Lager am 30. Januar auf. Die gehfähigen Häftlinge wurden auf einen Todesmarsch geschickt, der über Sachsenhausen und Buchenwald nach Dachau führte. Über 70 nicht mehr gehfähige Gefangene wurden von Polizeiangehörigen erschossen. Anschließend wurden die Baracken, in denen sich die Leichen befanden, niedergebrannt. Die Rote Armee besetzte Schwetig am 3. Februar.

## Opferzahlen
Insgesamt wurden über die mehr als vier Jahre seines Bestehens etwa 10.000 Häftlinge im Lager gefangengehalten. Über die Anzahl der Todesopfer gibt es unterschiedliche Angaben, die zwischen 1.000 und 4.000 liegen. Mehr als 2.500 Gefangene des Lagers sollen im Krematorium von Frankfurt (Oder) eingeäschert worden sein.

## Nachwirkung
Die Kommandanten und das Wachpersonal wurden nicht zur Rechenschaft gezogen. Mindestens einem Häftling des Lagers wurde später von der polnischen Regierung eine Entschädigung verweigert, da die Zustände im Lager nicht mit den schweren Haftbedingungen anderer Lager vergleichbar gewesen wären.

## Gedenken

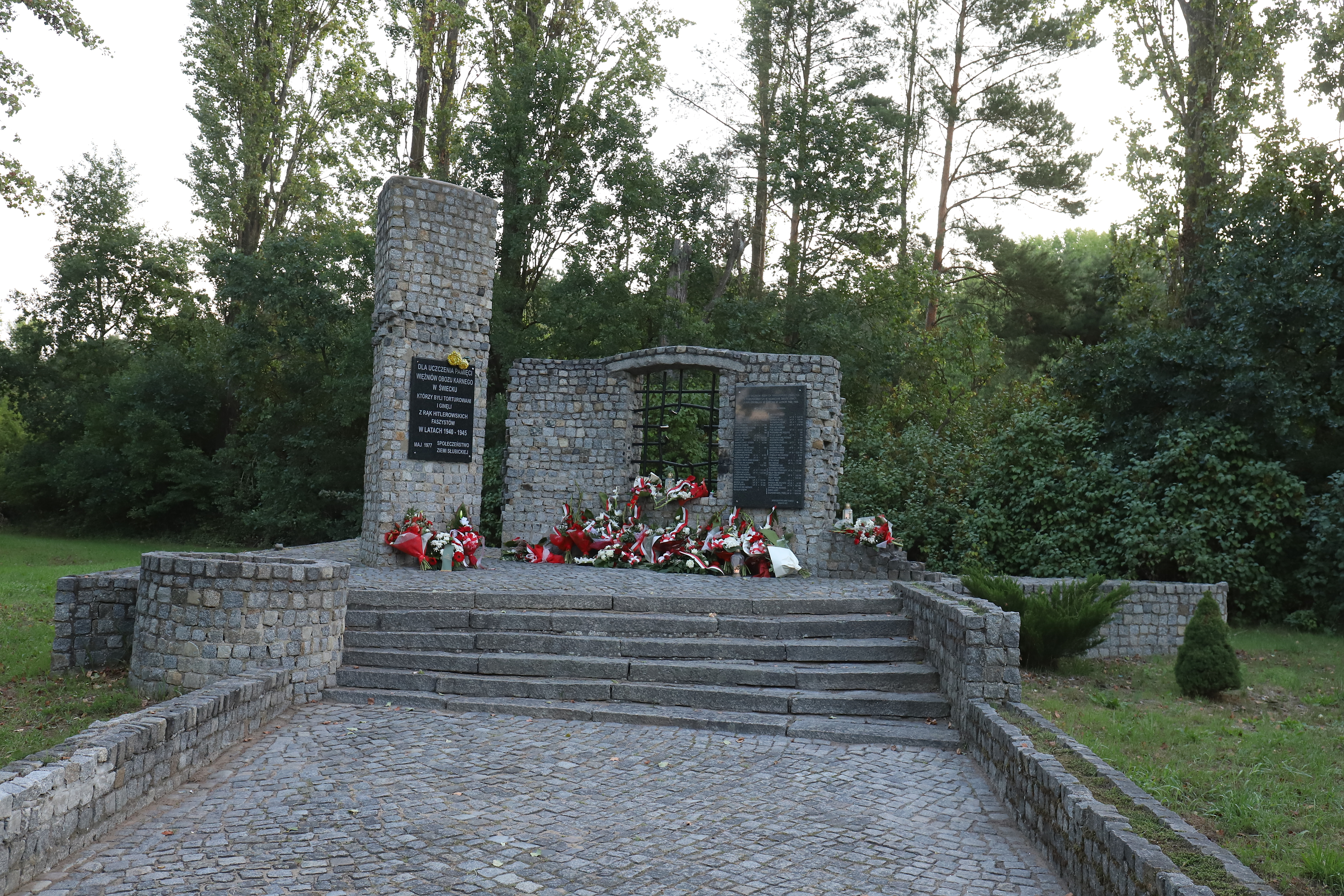
1977 errichtete Gedenkstätte für das Arbeitserziehungslager, aufgenommen 2022

In den Nachkriegsjahren wurde weder durch die DDR noch durch die Volksrepublik Polen des Lagers gedacht. Noch 1963 befanden sich in den Resten des Lagers zerbrochene Teller und Tassen sowie Knochen der verbrannten Häftlinge. Erst 1977 errichtete Polen eine Gedenkstätte. Sie besteht aus einem kleinen Turm mit einer Gedenktafel und einer Mauer. Diese enthält ein Fenster, dessen Vergitterung nach innen aufgebrochen ist. Dies soll die Befreiung von außen symbolisieren. Nach dem Jahr 2000 fügte man eine weitere Gedenktafel hinzu, die auf Polnisch und Deutsch an das Lager erinnert. 2007 wurde an der Mauer mit dem Fenster eine weitere Tafel mit den Namen von 60 Opfern angebracht, die von der Stadt Słubice finanziert wurde.

## Bekannte Häftlinge
- Ralf Dahrendorf (1944–1945)[7]
- Hermann Hammerschmidt (1944), wurde kurz nach seiner Ankunft im Dezember 1944 im Lager ermordet.[8]
- Annemarie Schulz (1944–1945)[9]
- Josef Thomas (1944–1945)[10]
- Oskar Wegener (1944–1945)[11]